# ダニエル・クローリー
ダニエル・パトリック・"ダン"・クローリー（Daniel Patrick "Dan" Crowley, 1997年8月3日 - ）は、イングランド・コヴェントリー出身のサッカー選手。ポジションはMF（攻撃的ミッドフィールダー）。

## 経歴

### アーセナル
アストン・ヴィラFCのアカデミーを経て、2013年の夏にアーセナルFCのアカデミーに移籍。
2017年1月27日、同じチャンピオンシップのバーンズリーFCに2年半契約で移籍。移籍金は60万ポンドと報じられた。
2015年7月、1月までの契約でバーンズリーFCにレンタル移籍。
2016年7月1日、リーグ1のオックスフォード・ユナイテッドFCに1シーズンレンタル移籍。
2017年1月10日、シーズン終了までの契約でゴー・アヘッド・イーグルスにレンタル移籍。

### ヴィレムII
2017年7月17日、ヴィレムIIと3年契約を結んだ。
2018年1月30日、シーズン終了までSCカンブールにレンタル移籍。

### バーミンガム・シティ
2019年7月、バーミンガム・シティFCと2年契約（1年の延長オプション付き）を結んだ。移籍金は非公表だが70万ポンド＋とみられる。
2021年1月18日、ハル・シティAFCへシーズン終了までのローンとなる。途中出場を中心にリーグ後半戦で22試合に出場し、クラブのEFLリーグ1優勝に貢献。2020-21シーズン終了を以て契約満了によりセント・アンドルーズ・スタジアムを去った。

### チェルトナム・タウン
約3か月の無所属期間を経て、2021年10月2日にEFLリーグ1のチェルトナム・タウンFCと翌年1月末までの短期契約を締結。リーグ戦16試合に出場したが、2022年1月5日に契約解除が発表された。

### ヴィレムII復帰
2022年2月3日、ヴィレムIIに復帰した。

### モアカム
2023年1月10日、モアカムFCに移籍した。

## 代表歴
自身はイングランドで生まれ育ったが、祖父がアイルランド出身のため、アイルランド代表でプレーする権利ももっていた。このためイングランド代表とアイルランド代表を何度か往復している。
2019年2月、アイルランド代表でプレーする許可をFIFAから得るため、その書類手続きを開始したと報じられた。

## タイトル
アストン・ヴィラ U-19
- NextGen シリーズ : 2013

ハル・シティ
- EFLリーグ1 : 2020-21